# HMNZS Waiho
HMNZS Waiho – nowozelandzki trałowiec z okresu II wojny światowej, jedna z trzynastu zbudowanych jednostek typu Castle. Okręt został zwodowany 19 lutego 1944 roku w stoczni Stevenson & Cook w Dunedin, a w skład Royal New Zealand Navy wszedł w czerwcu 1944 roku. Jednostkę wycofano ze służby w 1946 roku.

## Projekt i budowa
Konstrukcja okrętu oparta była na projekcie brytyjskich trałowców typu Castle, budowanych masowo z okresie I wojny światowej. Z planowanych siedemnastu jednostek tego typu ukończono trzynaście, z kadłubem o drewnianym poszyciu wykonanym z agatisa, z zastosowaniem metalowych wręg.
HMNZS „Waiho” został zwodowany 19 lutego 1944 roku w stoczni Stevenson & Cook w Dunedin, a do służby w Marynarce Wojennej wszedł 3 czerwca 1944 roku.

## Dane taktyczno-techniczne
Długość między pionami okrętu wynosiła 38,1 metra, szerokość 7,16 metra i maksymalne zanurzenie 4,27 metra. Wyporność standardowa wynosiła 447 ton, a pełna 635 ton. Okręt napędzany był przez maszynę parową potrójnego rozprężania o mocy 480 KM, do której parę dostarczał jeden cylindryczny kocioł, opalany węglem. Prędkość maksymalna napędzanej jedną śrubą jednostki wynosiła 10 węzłów.
Uzbrojenie artyleryjskie składało się z pojedynczego 12-funtowego działa uniwersalnego kalibru 76 mm (3 cale) QF HA L/40. Małokalibrową broń przeciwlotniczą stanowiło pojedyncze działko automatyczne Oerlikon kal. 20 mm L/70. Do zwalczania okrętów podwodnych służył miotacz bomb głębinowych z zapasem czterech bomb. Wyposażenie przeciwminowe stanowiły trały morskie.
Załoga okrętu składała się z 42 oficerów, podoficerów i marynarzy.

## Służba
„Waiho” pełnił służbę w RNZN zaledwie dwa lata, oznaczony początkowo znakiem burtowym T34, zmienionym następnie na T403. Z listy floty spisano go w 1946 roku i następnie sprzedano sektorowi rybołówstwa.